# オスコル川

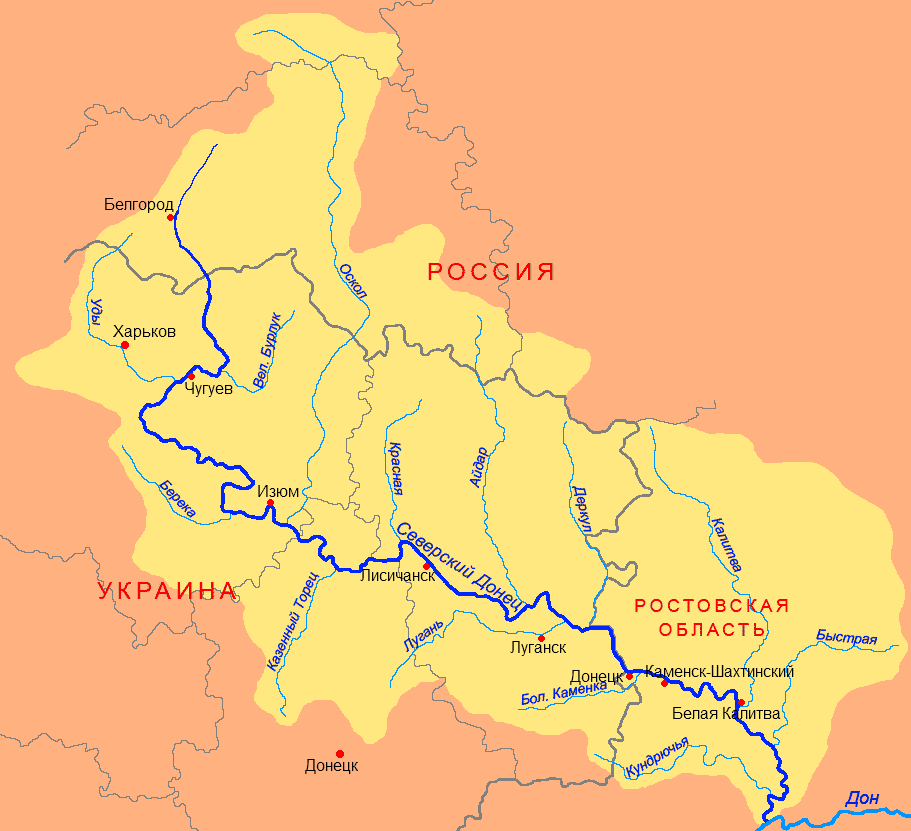
ドネツ川流域。オスコル川は最も北から流れている

オスコル川(オスコルがわ、ロシア語: Оскол, Oskol）またはオスキル川（オスキルがわ、ウクライナ語: Оскiл, Oskil）は東ヨーロッパ平原の南に位置する川で、ドネツ川の左支流。
ロシア領からウクライナ領へ向けて南に流れる。クルスクとヴォロネジの間の中央ロシア高地に発し、ロシアのクルスク州とベルゴロド州を流れ、ウクライナのハルキウ州東部を貫き、ドネツ川に合流する。長さは472キロメートル、流域面積は14,800平方キロメートル。ハルキウ州にある人工湖のオスキル貯水湖は、洪水防止と発電を目的として1958年に完成したダムにより形成された。
流域の主な街は、ロシア領では北からスタールイ・オスコル、ノヴィ・オスコル、ヴァルイキがあり、ウクライナ領ではクプヤンシクがある。